# Vignale

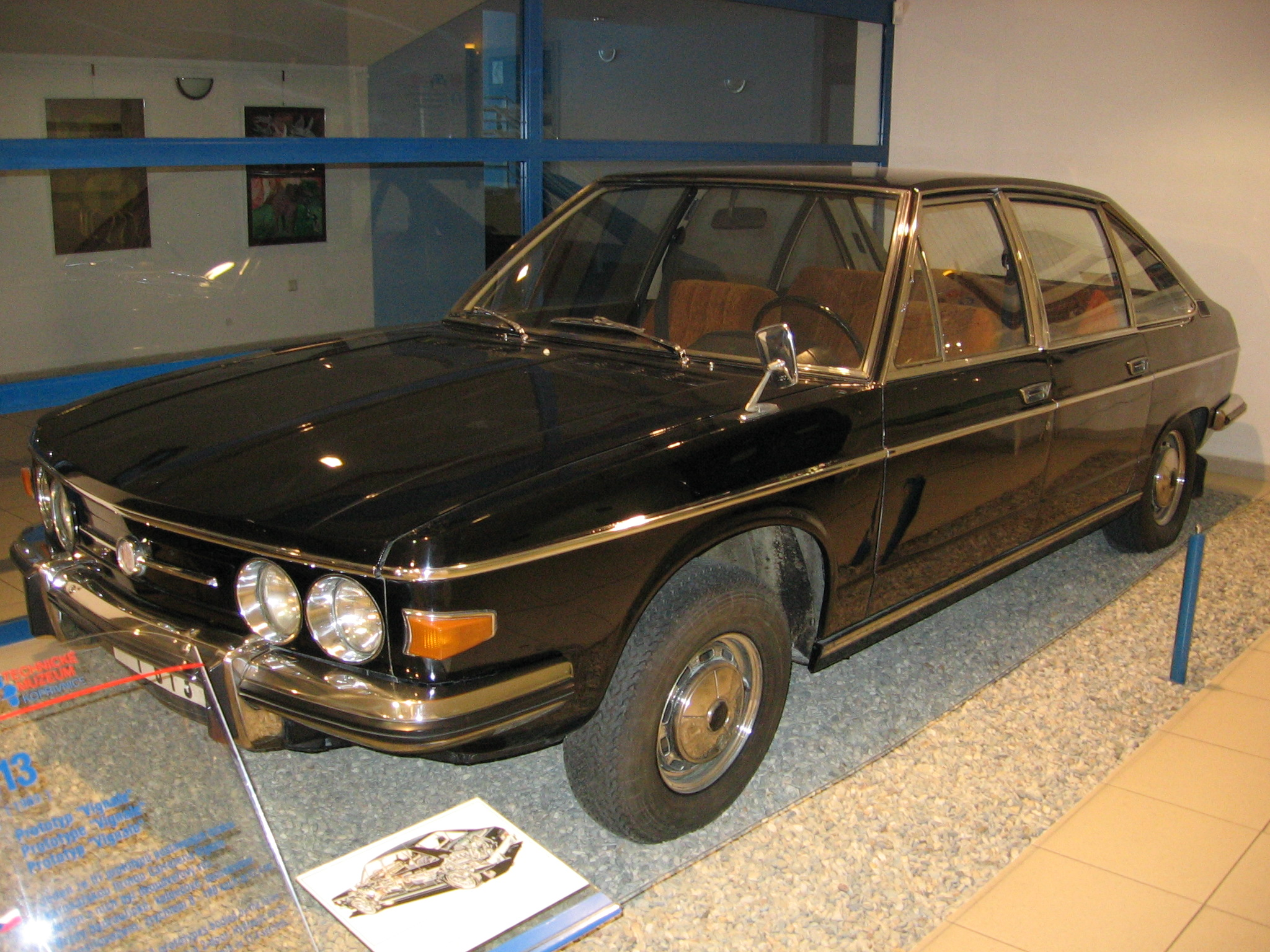
Prototyp T 613 Vignale v muzeu

Vignale (přesněji Carrozzeria Alfredo Vignale) byla italská návrhářská firma založená Alfredem Vignale v roce 1948. 
Alfredo Vignale (1913 – 1969) byl známý italský automobilový designér, který se mimo návrhů karosérií pro mnohé renomované automobilové firmy, věnoval i malosériové výrobě vozů pod vlastní značkou, postavených na bázi existujících vozů s vlastní nebo upravenou karosérií.
Po zkušenostech ve firmě Stabilimenti Farina, vedené Giovanni Farinou, starším bratrem známého Pinin Fariny, založil v roce 1948 vlastní firmu Carrozzeria Vignale na Via Cigliano v Turíně. Firma se zpočátku věnovala návrhům nových karosérií, později Vignale otevřel nový provoz v blízkosti turínských závodů Fiat Mirafiori, kde se mimo vývojových prací a návrhů věnoval i výrobě.
Činnost firmy byla založena na vysoké řemeslné zručnosti a profesionalitě pracovníků, což bylo pro malosériovou výrobu nezbytné. Vignale vyráběla a upravovala karosérie především pro vozy Fiat. 

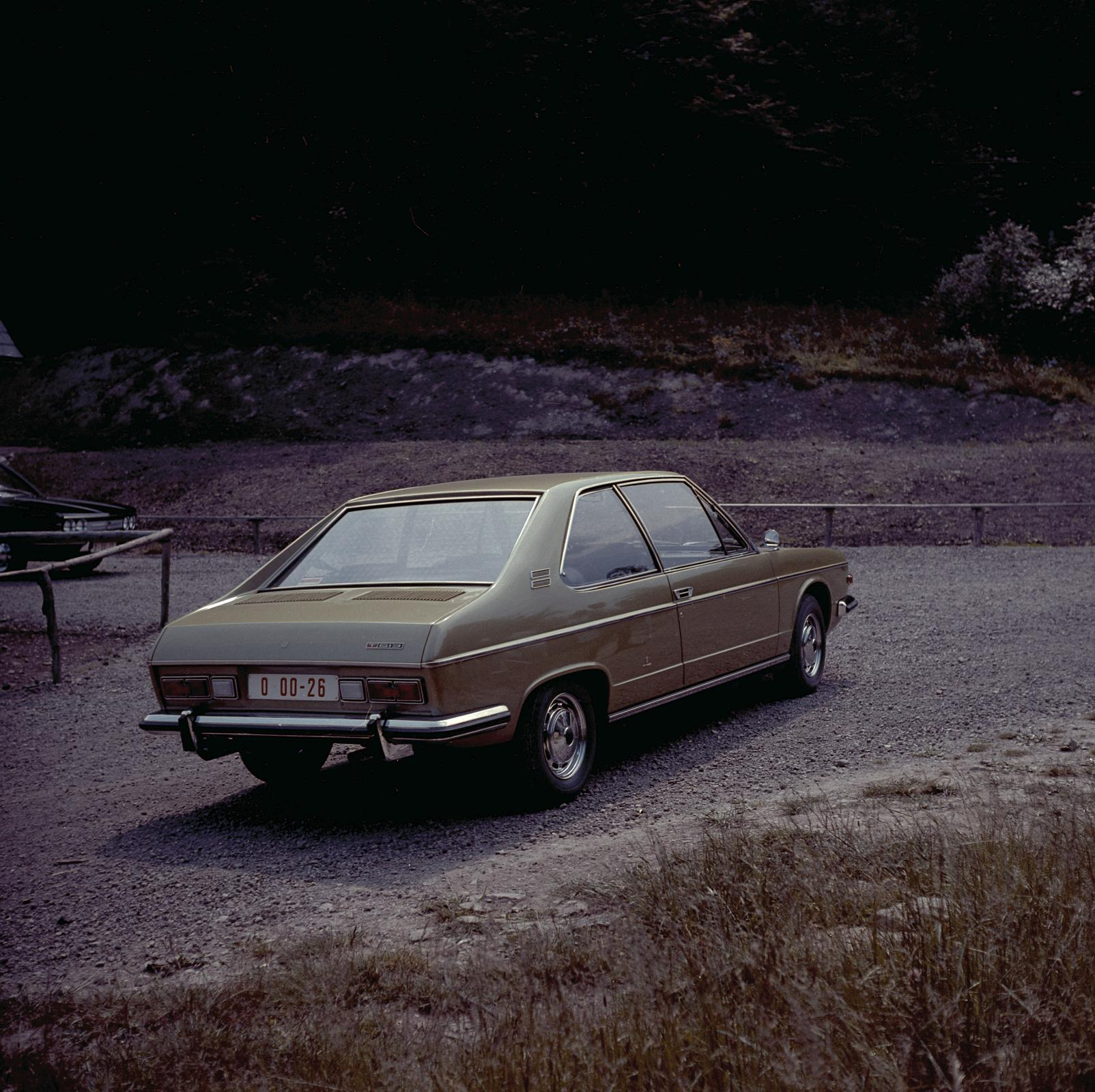
Tatra 613 Coupe Vignale

Právě kvůli dobře zvládnuté technologii kusové, až malosériové výroby, jakož i kvůli estetickým kvalitám návrhů karosérií, byla firma Carrozzeria Vignale oslovena v roce 1968 automobilkou Tatra se žádostí o zpracování návrhu nového reprezentačního vozu Tatra 613 v provedení sedan a kupé, tvarově vycházejícího z některých kopřivnických návrhů. Tatra dodala do Itálie svařené a provizorně vyztužené podvozkové skupiny budoucích vozů i s motory. Po mnoha vzájemných konzultacích byly začátkem roku 1969 do Československa dodány objednané prototypy – nejprve modrý sedan, později společně černý sedan a zelené kupé. Součástí dodávky byla i náhradní karosérie.
Ke konci výroby zaměstnával Vignale okolo 260 pracovníků a jeho firma dokázala vyrobit denně až 30 upravených karosérií pro vozy Fiat a Maserati. Mimoto dokázali postavit ročně i několik prototypů. K posledním prototypům patřila právě Tatra 613 a návrh sportovního vozidla De Tomaso Pantera. Koncem roku 1969 Vignale svoji firmu prodal turínské firmě Carrozzeria Ghia patřící společnosti De Tomaso Automobili. Za tři dni po prodeji Vignale tragicky zahynul při autonehodě za volantem vozu Maserati. 
Firma Vignale karosovala automobily Alfa Romeo, BMW, Cisitalia, Chevrolet Corvette, De Tomaso, Ferrari, Fiat, Lancia, Maserati, Packard, Rolls-Royce, Tatra, Triumph, Volvo a další. Vignale si taktéž „neodpustil“ karosářskou kreaci vozu Volkswagen Brouk. Přímo pod značkou Vignale se vyráběly například modely Dart, Eveline, Samantha a malý automobil Vignale Gamine, postavený na podvozku Fiat 500.
Vozy s Vignaleho rukopisem patří v současnosti k ceněným sběratelským unikátům.

## Známé modely
Na bázi Fiat
- Vignale 600 Coupe a Spider
- Vignale 1300/1500 2 + 2 Coupe
- Vignale 1300/1500 2 + 2 Coupe, přepracovaná karoserie
- Vignale 1300/1500 Coupe
- Vignale 850 Limousine
- Vignale 850 Coupé
- Vignale 850 Spider
- Vignale 124 Eveline
- Vignale 125 Samantha
- Vignale 500 Gamine